# Prix Tremplin Photo de l'EMI
Tremplin Photo de l'École  uděluje ocenění od roku 2007 novému talentovanému fotografovi. Poskytne mu všechny potřebné prostředky, aby se uplatnil na trhu novinářské fotografie: šestiměsíční trénink fotožurnalistiky, dotace profesionálního fotografického vybavení a doprovod během prvního roku praxe.

## Historie

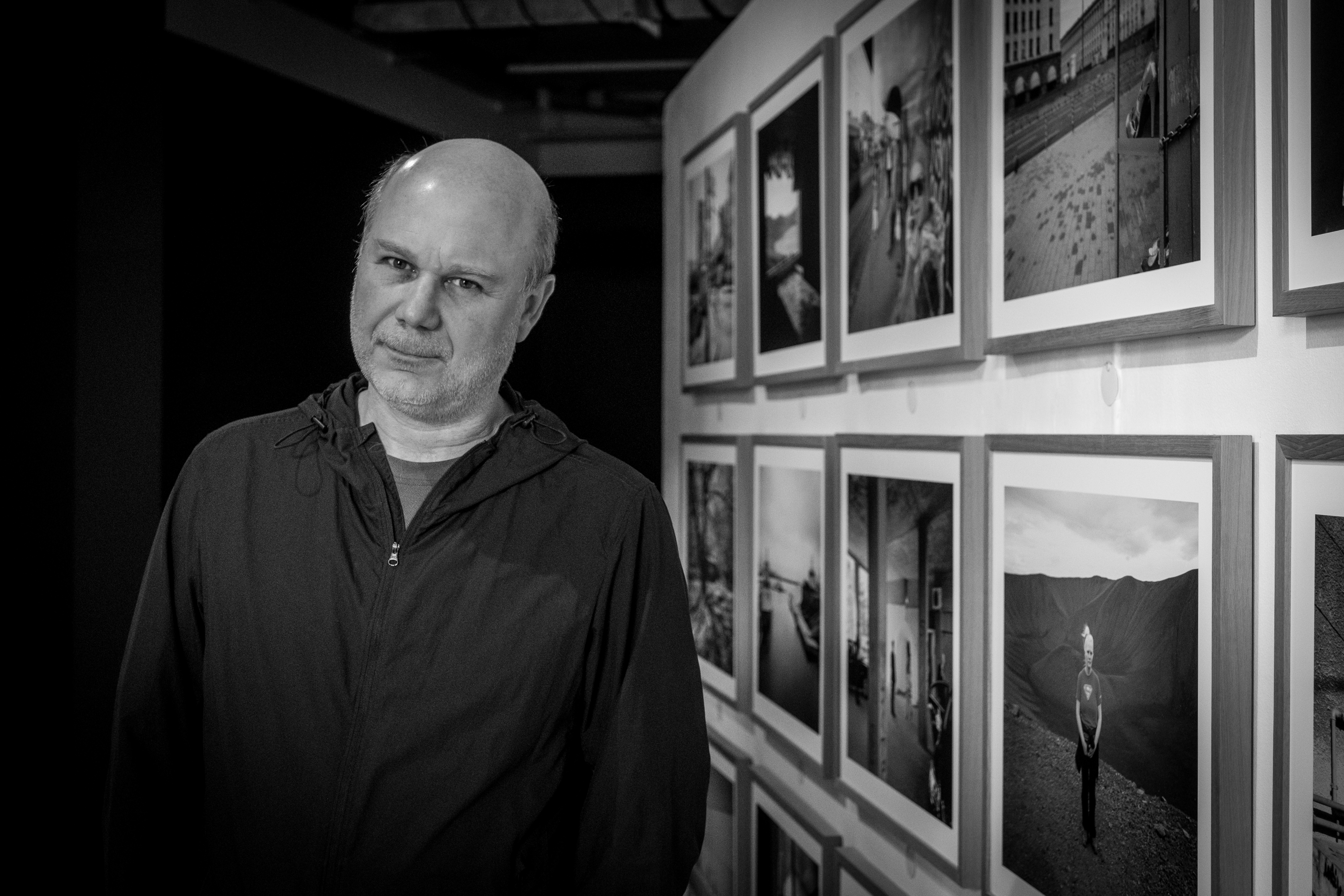
Porotce Jean-Christophe Béchet

Soutěž je pod dohledem Olivie Gémainové otevřena všem francouzsky mluvícím fotografům bez věkových limitů a žádných požadavků na státní příslušnost. Oficiální vyhlášení vítěze se koná v září u příležitosti mezinárodního festivalu fotožurnalistiky "Visa pour l'image" v Perpignanu.
Porotu v roce 2007 tvořili Jean-Christophe Béchet, asistent šéfredaktora časopisu Responses Photo, Catherine Chevalier a Souad Mechta, vedoucí projektu a prezident ANI, Olivia Colo z časopisu Marianne, Wilfrid Estève, vedoucí fotografického kanálu EMI, Guy Frangeul, výkonný ředitel společnosti Objectif Bastille, François Longérinas, výkonný ředitel EMI a Lorenzo Virgili, viceprezident společnosti FreeLens.
Pierre Morel vyhrál v září 2007 cenu za první Tremplin Photo. Kandidáti byli Apple Celari, Boris Joseph, Pierre Morel, Thomas Salva, Elisabeth Schneider.
Porotu v roce 2008 tvořili Jean-Christophe Béchet, zástupce redaktora časopisu Responses Photo, Catherine Chevalier a Souad Mechta, projektová manažerka a prezidentka ANI, Ayperi Ecer, ředitelka rozvoje společnosti Reuters Photo, Wilfrid Estève, vedoucí fotografického kanálu EMI, Guy Frangeul, ředitel Objectif Bastille, François Longérinas, generální ředitel EMI, Ginny Power, režisér a editor fotografií časopisu Newsweek France a Lorenzo Virgili, viceprezident FreeLens.
Hughes Léglise-Bataille je vítězem ročníku 2008. Kandidáti Tremplin Photo 2008 byli Anaïs Dombret, Dominique Viger, Hughes Leglise-Bataille, Matthieu Rondel, Pierre Roth. 
Eléonora Strano je vítězem ročníku 2009. Dalšími nominanty Tremplin Photo 2009 byli Alan Aubry, Colin Delfosse, Gwenn Dubourthoumieu a Valerie Faucheux-Georges. 
Adrien Matton je vítězem ročníku 2010. 